# 元木宏
元木 宏（もとき ひろし、1947年2月16日 - ）は、かつてフジ・メディア・テクノロジー（旧八峯テレビ）に所属していた撮影技師。
帽子をかぶっているのがトレードマークであるが、メインカメラマンであることから画面上見切れることは少なく、主に後ろ姿での出現が多い。ウーロンハイをこよなく愛す。
ソニーのENGテレビカメラをよく使用していた。レンズはキヤノンのJ13にワイドコンバーターをよく組み合わせて使用するが、時々J8などのショートズームレンズも使用することがある。ほとんどが標準ズームレンズ＋ワイコンのスタイルである。これはズームイン、超クローズアップを多用する独特のカメラワークを実現するためであり、一部では「元木仕様」（ズームリングなど、操作部分のグリスに極めて粘度の低いものを使用するなど）のカスタマイズされたレンズが用意されているのでは、という噂もある。またそのことからフジノン製レンズを使用することはほとんどない。
上記ではソニーのカメラにキヤノンのJ13にワイドコンバーターの組み合わせて使用すると記載されているが、当時キヤノンのJ13のレンズを使用しバラエティー番組を撮影していたのは西新宿のSTプランニングのみで、カメラはIKEGAMIのHL-55にソニーのVTR、BVV-5の組み合わせ、レンズはIKEGAMIマウントのJ13とJ18,J8を使用していた。当時、STプランニングは八峯テレビからバラエティー番組を発注されていて、元木カメラマンはSTプランニングのJ13にワイドコンバーターを付けHL-55とBVV-5の組み合わせで撮影していた。八峯テレビはカメラはソニー、レンズはフジノン製を導入することが多い。STプランニングのJ13のレンズはキヤノンでカスタマイズされていたのは確かなことである。
テリー伊藤をはじめ、業界では絶大な信頼を得ているカメラマンであり、彼のカメラワークは、スウィッシュパン、フォーカスの的確さ、演者の表情を撮るのが特徴である。通常、レンズ胴鏡を上方から指を添えて操作するカメラマンが多い中、下から支えるような形で操作を行うという独特なカメラ操作スタイルである。
2013年未明、八峯テレビ（現、フジ・メディア・テクノロジー）を定年退職。
2014年4月16日放送分の『1億人の大質問!?笑ってコラえて』の1コーナーである、名前の旅「元木さん」にて、バラエティーを変えた名カメラマンとして紹介され、
当時携わった番組スタッフであったテリー伊藤が「信頼のおけるカメラマン」と評した。また、カメラマン引退後も、2014年10月31日放送分の『たけしのニッポンのミカタ!』のTOKIOの知らない東京のウラ潜入ツアー！のコーナー内にて、テレビカメラを担いで登場し、「80～90年代、独特のカメラワークで元木スタイルを確立」として紹介された。2015年11月8日放送分の『ザ!鉄腕!DASH!!』20周年企画のリレー対決にて、元チーフカメラマンとして紹介されテレビカメラマンとしても参加していた。

## 担当した代表作
TV番組
- 天才・たけしの元気が出るテレビ!!
- ビートたけしのお笑いウルトラクイズ
- ザ!鉄腕!DASH!!
- ガチンコ!
- とんねるずの生でダラダラいかせて!!
- ハロー!モーニング。
- モー。たいへんでした
- 恋するフットサル
- 天声慎吾
- フジアナ
- 極楽とんぼのとび蹴りヴィーナス
- ロンブー龍

DVD
- 高田純次 適当伝説~序章・勝手にやっちゃいました~  (新宿・浅草レポートのみ)